# Skály u Kváskovic

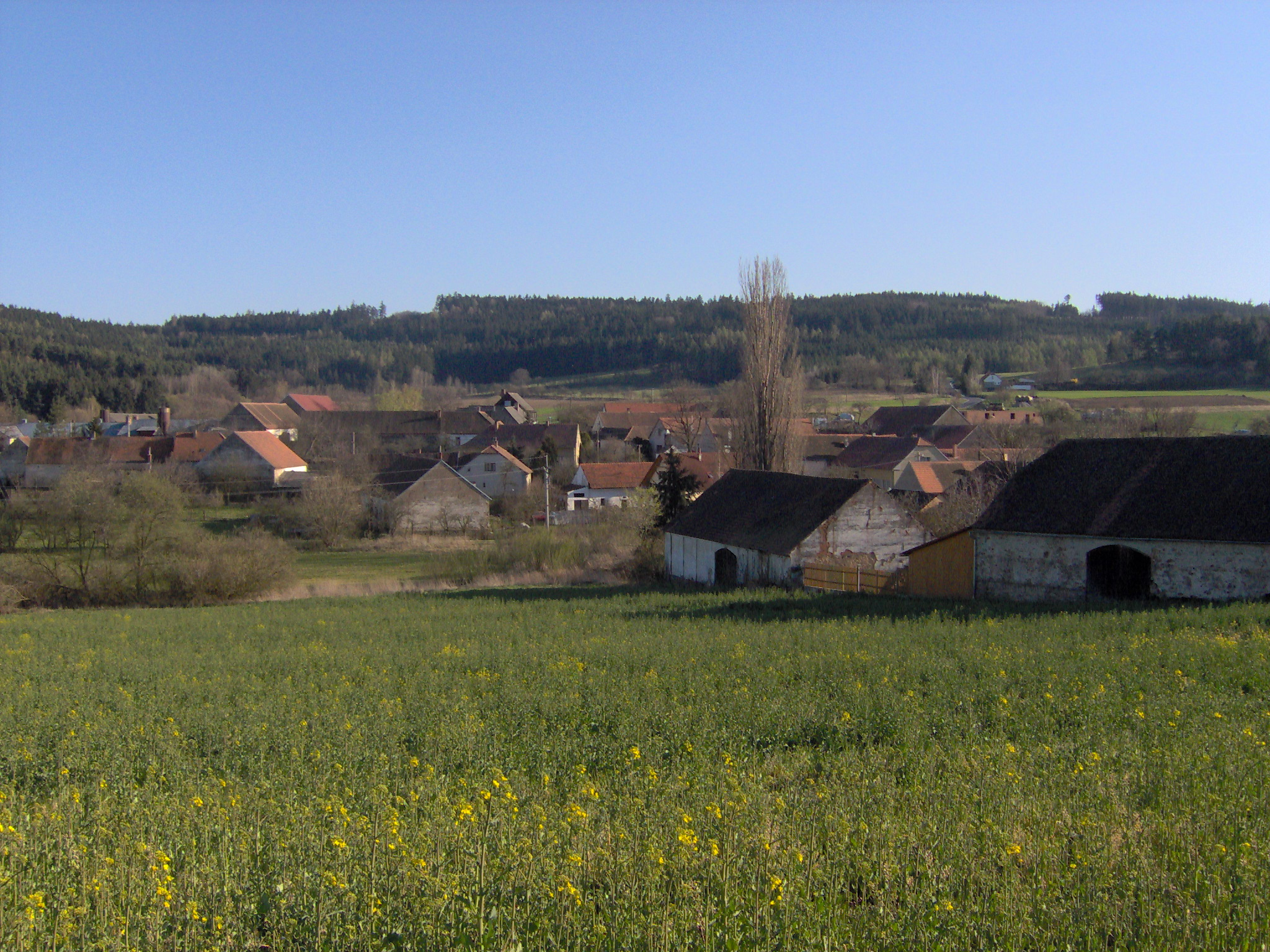
Blick von Norden auf Skály

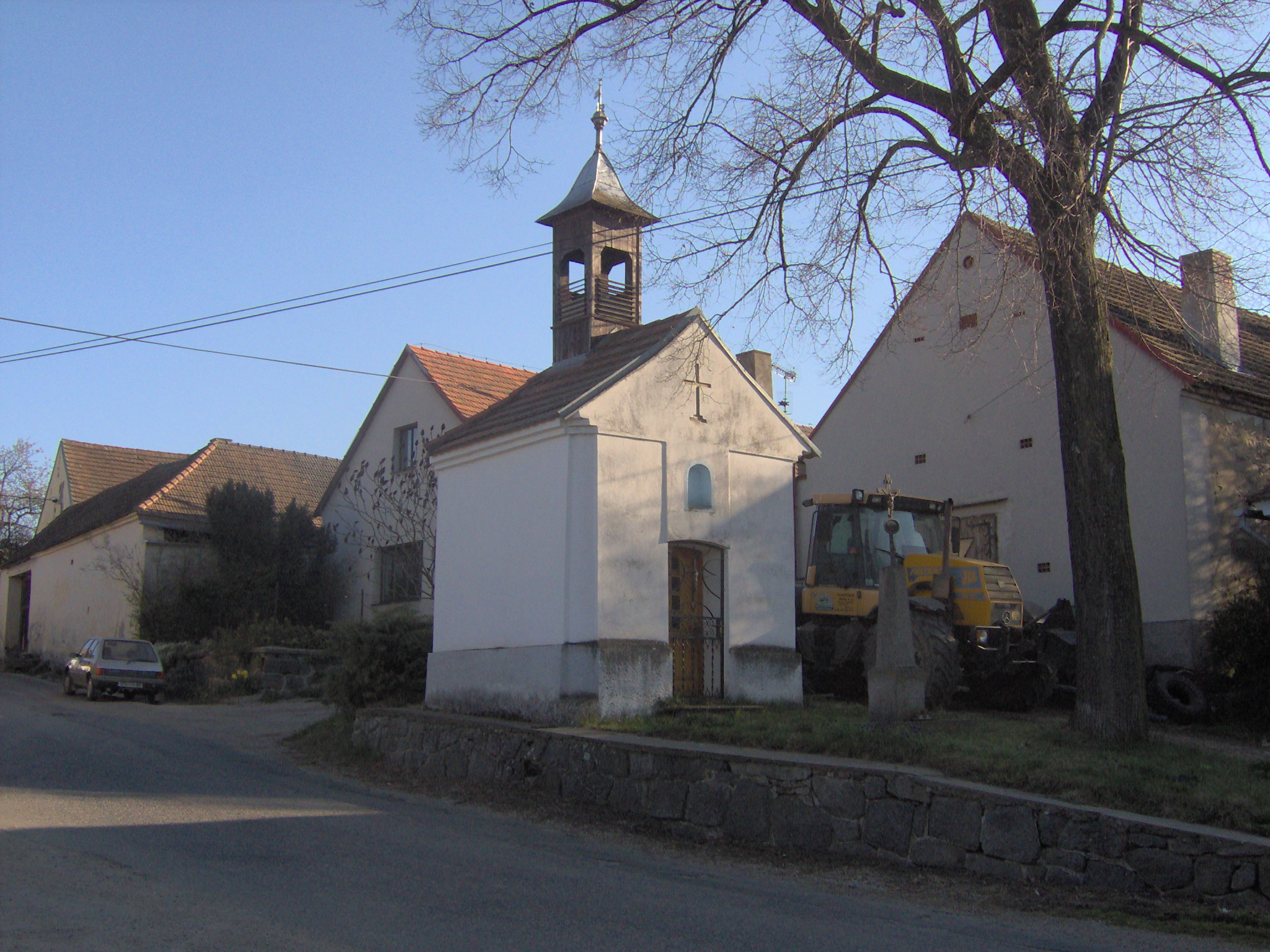
Kapelle

Skály, bis 1924 Skála (deutsch Skal) ist eine Gemeinde in Tschechien. Sie liegt zehn Kilometer östlich von Volyně in Südböhmen und gehört zum Okres Strakonice.

## Geographie

### Geographische Lage
Skály liegt auf einer Hochfläche im Vorland des Böhmerwaldes in der Mulde des Baches Skálský potok. Südlich des Dorfes entspringt der Cehnický potok. Nördlich erhebt sich die Hořice (535 m), im Nordosten der Na Stráni (512 m) und der Radovec (635 m), östlich die Kváskovická hůrka (571 m), im Südosten die Chmelovka (639 m), südlich die Skalka (620 m), im Südwesten die Hůrka (544 m), die Červená (640 m) und der Jasánek (608 m) sowie westlich die Stráně (571 m).

### Gemeindegliederung
Für die Gemeinde Skály sind keine Ortsteile ausgewiesen.

### Nachbargemeinden
Nachbarorte sind Třešovice und Paračov im Norden, Kváskovice und Radějovice im Nordosten, Netonice im Osten, Chrást, Bílsko, Záluží, Měkynec und Krajníčko im Südosten, Javornice, Koječín und Jiřetice im Süden, Čepřovice, Ovčín, Litochovice, Střítež und Volyně im Südwesten, Přechovice und Milejovice im Westen sowie Strunkovice nad Volyňkou, Jedraž, Milíkovice und Kuřimany im Nordwesten.

## Geschichte
Die erste schriftliche Erwähnung von Skály erfolgte 1334, als Margarethe von Rosenberg, die Witwe Bavors III. von Strakonitz, das Städtchen Bavorov und 24 Dörfer ihrem Bruder Peter I. von Rosenberg überschrieb. Im Jahre 1357 ließen die Rosenberger auf dem Malošín die Helfenburg erbauen. In der ersten Hälfte des 15. Jahrhunderts verkauften sie Skály an die Sedlecký von Dub, ihnen folgten die Kořenský von Terešov auf Chřešťovice. In der zweiten Hälfte des 17. Jahrhunderts erwarben die Lažanský von Buggau (Lažanští z Bukové) Skály und schlugen das Dorf ihrem vereinigten Gut Wosek-Bratronitz zu. Im Theresianischen Kataster sind für Skály 19 Bauern, zwei Tagelöhner und ein Dorfhirte ausgewiesen. Außerdem gab es eine einrädrige herrschaftliche Mühle mit Teich. Als Adam Graf Lažansky von Buggau 1737 verstarb, war sein Besitz überschuldet und fiel 1739 seinen Gläubigern zu. Diese teilten die Herrschaft Bratronitz wieder in die drei Güter Bratronitz, Wosek und Mladiegowitz (Mladějovice) auf, wobei Skály zu letzterem untertänig wurde. Im Jahre 1742 erwarb Adam Philipp Losy von Losinthal das Gut Mladiegowitz und verband es mit seinem Gut Stiekna. Mit seinem Tode erlosch 1781 das Geschlecht der Losy von Losinthal im Mannesstamme. Seine Witwe Ernestine Gräfin Fuchs von Bimbach verkaufte die Güter 1784 an Joseph-Niklas zu Windisch-Graetz. Bei der Einführung der Hausnummerierung im Jahre 1771 bestand Skály aus 23 Häusern. Im Jahre 1840 bestand Skal aus 30 Häusern mit 213 Einwohnern. Im Dorf gab es ein emphyteutisches Wirtshaus. Pfarrort war Paratschow. Bis zur Mitte des 19. Jahrhunderts blieb das Dorf der Allodialherrschaft Stiekna samt dem Gut Mladiegowitz untertänig. Besitzer waren die Grafen zu Windisch-Graetz.
Nach der Aufhebung der Patrimonialherrschaften bildete Skála /Skal ab 1850 eine Gemeinde in der Bezirkshauptmannschaft und dem Gerichtsbezirk Strakonice. 1895 lebten in den 35 Häusern des Dorfes 223 Personen, im Jahre 1907 waren es 184. Die Freiwillige Feuerwehr gründete sich 1902. Nachdem bei einem Hochwasser das Fuhrwerk eines Paračover Bauern in der Furt der Bezirksstraße durch den Skálský potok, der das Dorf mittig durchquert, verunglückt war, wurde in den Jahren 1905 bis 1907 auf Verlangen der Bezirksverwaltung eine Brücke über den Bach errichtet. Seit 1923 ersuchte die Gemeinde mehrmals vergeblich um den Bau einer Bezirksstraße nach Kuřimany, um die Straßenverbindung zur Bezirksstadt Strakonice deutlich zu verkürzen. Seit 1924 wird der heutige Ortsname Skály verwendet. 1924 bestand Skály aus 35 Wohnhäusern, in denen 199 Menschen lebten. 1931 wurde eine Busverbindung nach Strakonice aufgenommen. 1937 wurde ein Transformatorenhaus errichtet und das Dorf elektrifiziert. Während des Zweiten Weltkrieges fielen Ende 1944 acht amerikanische Fliegerbomben auf die Felder und den Wald östlich von Skály. 1964 wurde das Dorf nach Kváskovice und zum 1. Juli 1975 mit diesem zusammen nach Paračov eingemeindet. Im Jahre 1970 hatte das Dorf 109 Einwohner. 1974 errichteten die Einwohner südöstlich von Skály am Cehnický potok ein Schwimmbad.
Nach einem Referendum löste sich Skály am 24. November 1990 von Paračov los und bildete eine eigene Gemeinde. Das ehemalige Spritzenhaus wurde zu Beginn der 1990er Jahre zum Gemeindeamt umgebaut.
Im Jahre 1991 war die Einwohnerzahl auf 73 gesunken, im Jahre 2005 lebten 79 Personen in Skály.

## Kultur und Sehenswürdigkeiten
- Kapelle